# Lasioglossum osiris
Lasioglossum osiris är en biart som beskrevs av Ebmer 1986. Lasioglossum osiris ingår i släktet smalbin, och familjen vägbin. Inga underarter finns listade i Catalogue of Life.